# Jakub Zalewski
Jakub Zalewski (Radom, 21 giugno 1986) è un cestista polacco.